# Listă de poeți: E
A - Ă - B - C - D - E - F - G - H - I - Î - J - K - L - M - N - O - P - Q - R - S - Ș - T - Ț - U - V - W - X - Y - Z

### E

#### Ea-Er
- Charles F. Easton
- Richard Eberhart
- Russell Edson
- Joseph von Eichendorff, (1788-1857)
- George Eliot, (1819-1880), pseudonimul lui (Mary Ann Evans)
- T. S. Eliot, (1888-1965),
- Fran Eller, (1873-1956)
- Ebenezer Elliott, (1781-1849)
- Royston Ellis, poet englez influențat de Beat Generation
- Paul Eluard, poet francez
- Ralph Waldo Emerson, (1803-1882), autor american
- Mihai Eminescu, poet român
- William Empson, (1906-1984)
- Michael Ende, (1929-1995),  poet german
- R.M. Engelhardt, (născut în 1964),  poet american
- Paul Engle
- Ennius
- Hans Magnus Enzensberger, (născut în 1926), poet german
- Louise Erdrich, (născut în 1954),
- Max Ernst, (1891-1976), (Dada)

#### Es - Ew
- Maggie Estep, poet slam american
- Wolfram von Eschenbach, († 1220)
- Serghei Esenin, (1895-1925)
- Clayton Eshleman
- Florbela Espanca,
- Salvador Espriu,
- Abbie Huston Evans
- Mari Evans
- William Everson
- Richard Everswine
- Gavin Ewart